# Vigeo Eiris
Le groupe Vigeo Eiris est une agence de notation sociale et environnementale internationale fondée en 2002, spécialisée dans l'évaluation de type qualitatif des entreprises selon des critères sociaux et environnementaux et suivant un cahier des charges lié au développement durable, en utilisant une forme de notation spécifique. Le groupe travaille à la création d'indices pour investisseurs. La gouvernance est située à Bagnolet et à Londres.
Depuis avril 2019, Vigeo Eiris est une filiale de Moody's.

## Histoire
En juin 2002 l'agence Arese, premier organisme français de mesure de la performance socio-environnementale, devient l'agence Vigeo. Le projet est porté par Nicole Notat, qui quitte fin mai 2002 sa fonction de secrétaire générale de la CFDT, et par l'actionnaire d'Arese, la Compagnie financière Eulia (Groupe Caisse des dépôts et Groupe Caisse d'épargne), qui choisissent d'orienter l'agence vers un nouveau projet. Tout en poursuivant l'activité de « notation déclarative » pour une clientèle de gestionnaires de fonds, l'agence crée alors une activité de « notation sollicitée » des entreprises en matière sociale et environnementale, dont le principe s'inspire de l'activité des agences de notation financière.
La structure de Vigeo innove « en associant dans le capital de la toute jeune société, outre Eulia (39 % du capital) et quelques autres financiers, un collège d'entreprises cotées (celles-là mêmes qui sont l'objet des travaux de recherche des équipes d'analystes de l'agence) et un collège d'organisations syndicales (dont la CFDT pour la France) ».
En 2005, Vigeo et le belge Ethibel (bureau de conseil indépendant qui soutient l’investissement socialement responsable ) s’associent pour donner naissance au Groupe Vigeo.
Vigeo et l'agence britannique Eiris (Ethical Investment Research Service) fusionnent en octobre 2015 pour former le groupe Vigeo Eiris, qui compte alors 180 collaborateurs. La fusion est permise par une levée de capital de Vigeo à hauteur de 6,3 millions d'euros, au terme de laquelle la fondation Eiris possède 20 % du nouveau groupe.
Moody's devient actionnaire majoritaire de Vigeo Eiris en avril 2019,.

## Structure et actionnariat
L'actionnariat de Vigeo Eiris, société par actions simplifiée, est réparti en 2016 en trois collèges : celui des investisseurs et fonds de pension pour 62,3 %, celui des organisations syndicales et ONG pour 24 %, celui des entreprises pour 13,7 %. Les actionnaires se répartissent ainsi :
| Collège des investisseurs          | Collège des syndicats et ONG | Collège des entreprises   |
| ---------------------------------- | ---------------------------- | ------------------------- |
| AG2R                               | Cfdt                         | Air France                |
| Amundi                             | CCOO                         | Alcatel                   |
| Axa                                | Cisl                         | Allianz                   |
| BMCE                               | CSC                          | ArcelorMittal             |
| Caisse des dépôts et consignations | Fondation Eiris              | Aventis Pharma            |
| Candriam Luxembourg                | Forum Ethibel                | Carrefour                 |
| Cecabank                           | Federico Versace             | Compagnie de Saint-Gobain |
| CNP Assurances                     | Fouad Benseddik              | Gervais Danone            |
| Crédit coopératif                  | Nicole Notat                 | Crédit Lyonnais           |
| Egamo                              | UGTE                         | EDF                       |
| Generali                           | UGTP                         | Engie                     |
| Humanis                            | Vincent Brouchet             | HSBC                      |
| La Banque postale                  |                              | Lafarge                   |
| La Mondiale                        | Manpower                     |                           |
| Lazard Frères                      | Mc Donald's                  |                           |
| Macif                              | Orange                       |                           |
| Ofivalmo                           | Renault                      |                           |
| Société générale                   | Rhodia                       |                           |
|                                    | Rio Tinto                    |                           |
| Royal Bank of Scotland             |                              |                           |
| Schneider Electric                 |                              |                           |
| SNCF                               |                              |                           |
| Solvay                             |                              |                           |
| Spie                               |                              |                           |
| Technicolor                        |                              |                           |
| Thales                             |                              |                           |
| Total                              |                              |                           |
| Veolia                             |                              |                           |
| Vinci                              |                              |                           |

Selon les statuts de Vigeo Eiris, une entreprise ne peut détenir plus de 2 % du capital social du groupe, qui s'élève en 2016 à 12 millions d'euros, et les participations au capital du collège des entreprises ne peuvent excéder 25 % du capital du groupe.
Nicole Notat est la présidente de l'agence. Le 21 mars 2018 elle est nommée par la ministre du Travail Muriel Pénicaud et le ministre des Affaires étrangères, Jean-Yves Le Drian, déléguée française à l'Organisation internationale du travail (OIT), mais le 14 mai, le ministère du Travail indique cependant que Nicole Notat renonce à représenter la France à l'OIT, en raison de « risques d’interférence potentiels entre son activité professionnelle et la fonction de représentante ».
Sabine Lochmann a rejoint Vigeo Eiris le 1er février 2019 en tant que Directrice Générale de l'Agence. Le 1er janvier 2020, Sabine Lochmann a été nommée Présidente exécutive, assumant la responsabilité de la direction stratégique et de la performance de l’Agence.
De son côté, et après 17 ans à la tête du Comité Exécutif, Nicole Notat quitte ses précédentes fonctions tout en continuant d’assurer la présidence du Conseil d’Administration.

## Activités

### Élaboration d'indices
Vigeo propose l'élaboration d'indices « éthiques » dont les indices Euronext-Vigeo, et l'indice CAC gouvernance.
Ces indices permettent de réduire le coût de la recherche et du traitement de l'information extra-financière, dans la perspective de la constitution de fonds d'investissement socialement responsable (ISR). Vigeo s'appuie pour la construction de ces indices sur la théorie dite stakeholder theory et croise cinq critères principaux, tels la qualité de la gestion des ressources humaines, l’impact des activités sur l’environnement naturel, la gouvernance d’entreprise, les relations avec les clients, les fournisseurs et les sous-traitants, les rapports avec la société civile et le respect des droits de l’Homme.
L'élaboration d'indices constitue surtout un levier privilégié de promotion de la RSE auprès des dirigeants : « L'appartenance à un ou plusieurs d'entre eux confère à l'entreprise une image de bonne performance sociétale et constitue un signal au marché. Les directeurs « développement durable » (DDD) de ces grandes entreprises ont pour objectif de réussir l'intégration de leur entreprise dans un maximum d'indices « éthiques ». Même si certaines actions sont destinées à assurer une conformité apparente aux critères, il est indéniable que cet objectif est un facteur non négligeable de progrès dans les pratiques de responsabilité sociétale des entreprises ».
Si d'une façon générale « les critères de chaque organisme de notation reflètent, dans leurs appréciations, les valeurs et les préoccupations socioculturelles de son pays d’origine et la conception sous-jacente de la responsabilité sociale de chaque organisme », les critères de Vigeo donnent une place plus importante à la place des salariés et au dialogue social que les critères habituellement utilisés par les agences anglo-saxonnes.
En mars 2018, l'agence dégrade les scores de Facebook dans le cadre de l'affaire Cambridge Analytica.

### Notation sollicitée

#### À la demande des entreprises
L'activité de notation sollicitée des entreprises en matière sociale et environnementale est créée par Vigeo en 2005 sous le nom « overnance ». Elle s'inspire du principe de l'activité des agences de notation financière. Il ne s'agit plus d'une sollicitation d'investisseurs qui cherchent à construire un portefeuille représentatif de tous les secteurs d'activité, en sélectionnant les « meilleurs » engagés de manière éthique ou socialement responsable, selon l'approche dite « best in class », mais d'une démarche de notation qui s’étend à des entreprises publiques, des collectivités publiques, ou des Ong qui, sur une base volontaire, souhaitent disposer d’un diagnostic de leurs pratiques sociales et environnementales. « Ces pratiques dites de " notation sollicitée " pour le compte des entreprises peuvent concerner un des enjeux du développement durable : la diversité, par exemple. En 2009, une dizaine de grandes entreprises ont recours à l’agence de notation Vigeo pour mesurer leur politique vis-à-vis des seniors ».
Dans ce cadre, Vigeo Eiris utilise sa méthodologie de notation, ses critères pour formuler un diagnostic approfondi des performances environnementales et sociales sur un périmètre contractuellement défini, en ayant un accès interne à l’information. Cette nouvelle activité montre implicitement les limites de la notation déclarative, qui ne peut pas donner une évaluation approfondie des performances sociétales.
La notation sollicitée est une tâche importante qui suppose le travail de plusieurs analystes pendant une durée minimale de six semaines, et qui est facturée entre 60 000 et 80 000 euros. Elle permet donc de rendre économiquement viable le modèle économique de l'agence de notation.
Les entreprises évaluées tendent ensuite à utiliser leurs évaluations comme instrument de relations publiques pour promouvoir leur image et réputation : « Quand vous vous faites évaluer par Vigeo ou AFNOR, ça a toujours plus de valeur que si vous vous faites évaluer par le consultant [X]. Il y a une image de sérieux qui est en jeu. C’est une image de marque ».

#### À la demande des pouvoirs publics
Les pouvoirs publics exigent, notamment par la loi du 15 mai 2001 sur les nouvelles régulations économiques, que les entreprises cotées en Bourse publient des informations sociales et environnementales dans leur rapport annuel. Vigeo Eiris est associée étroitement à cette obligation de publication,,.

### Communication
Le Forum pour l'investissement responsable et Vigeo créent en 2011 un prix pour « distinguer les entreprises ayant le mieux intégré les principes de la responsabilité sociale ».
Vigeo Eiris commande et diffuse sondages et études,.

## Critiques

### Maroc et Sahara occidental
Vigeo Eiris est critiquée en 2017 par l'ONG Observatoire des ressources naturelles du Sahara Occidental (WSRW) pour sa méthodologie et ses conclusions lors de la certification par l'organisme d'obligations vertes marocaines au Sahara occidental,.

### Des indices ISR proches de l’investissement conventionnel
Il est difficile d'apprécier le différentiel des indices « socialement responsables » de Vigeo Eiris par rapport aux indices classiques. Il est jugé faible, car ces fonds sont composés dans une grande majorité d'entreprises de nature identique : l'indice ASPI de Vigeo a ainsi 70 % de valeurs communes avec l'Euronext 100.

### Entre diagnostic et conseil
L'association dans le capital de l'entreprise Vigeo Eiris d'investisseurs institutionnels et d'entreprises cotées, qui font elles-mêmes l'objet des travaux d'analyse de l'agence, est sans équivalent dans le monde. Cependant, ce modèle original « suscite une controverse dans les milieux professionnels concernés, en Europe, autour de la question de l'indépendance de l'agence à l'égard de ses actionnaires ». Vigeo indique avoir mis en place des dispositifs et règles qui sont de nature à maîtriser les risques de conflits d'intérêts.

### Opacité des notations sociales
Les modèles utilisés par « les agences de notation extra-financière comme Vigeo-Eiris » sont critiqués pour leur opacité. Ces modèles confondraient trop souvent les résultats obtenus et les moyens mis en œuvre, ils ne suivraient que l'évolution des plus grands groupes nationaux cotés en bourse, et surtout se fonderaient sur les éléments déclarés par les entreprises : « Autant dire que l’agence n’exerce aucun contrôle direct sur la qualité des informations retenues qui émanent de ces sources. Car il n’est pas sûr que les entreprises soient toujours sincères dans leurs rapports environnement ou responsabilité sociale ».
Sur les critères d'évaluation, Nicole Notat répond pour Vigeo-Eiris « secrets de cuisine ».
Selon le Canard enchaîné, qui relate en 2018 un témoignage d'un chef d'entreprise, « Vigeo, c'est pas compliqué, il suffit de payer : tu files 200 000 ou 300 000 balles, on certifie que ta boîte est écolo et sociale, et te voilà peinard ».